# Quebro
Quebro es un corregimiento del distrito de Mariato en la provincia de Veraguas, República de Panamá. La localidad tiene 1.129 habitantes (2010).